# 富士直氏
富士 直氏（ふじ なおうじ/ただうじ、生没年不詳）は、室町時代の富士山本宮浅間大社富士大宮司で、富士氏当主。

## 略歴
富士山本宮浅間大社の大宮司である。右馬介を称した。子に政時（嫡男）と忠時（次男）がいるが、忠時とは確執があったという（『親元日記』）。また『臥雲日件錄』にも「富士父子闘争」とある。
この内紛は忠時の後の家督相続を争うものであり、今川義忠や足利政知もこれに関わったという。最終的に直氏が孫にあたる宮若丸（富士親時）に家督を安堵することで決着したようである。

## 参考資料
- 宮地直一『浅間神社の歴史』古今書院、1929年
- 富士宮市教育委員会、『元富士大宮司館跡』、2000年